# Apostelkirche (Bocholt)
Koordinaten: 51° 49′ 27,5″ N, 6° 37′ 1,4″ O

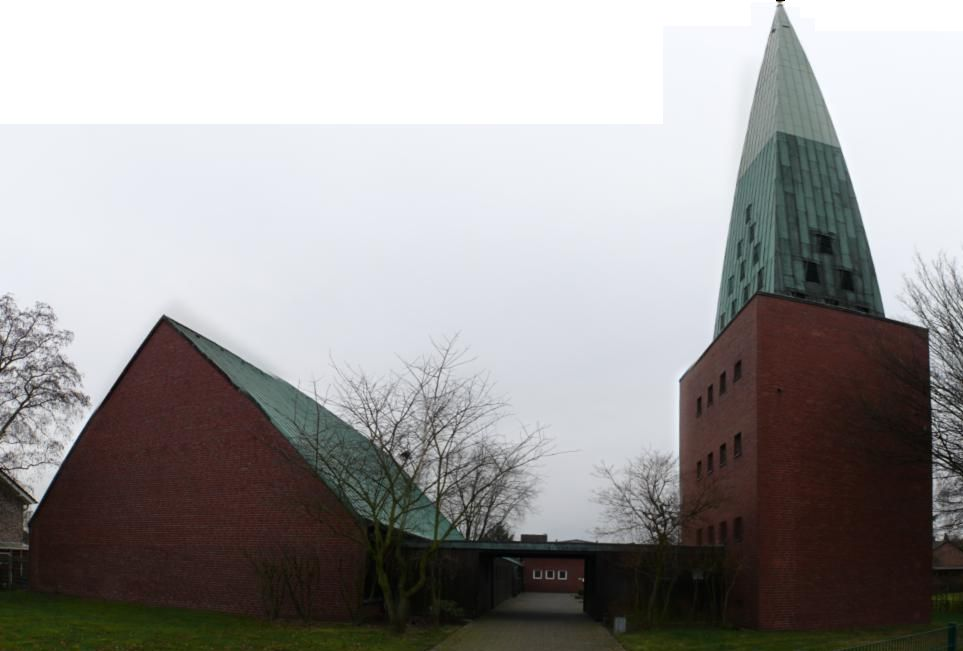
Apostelkirche

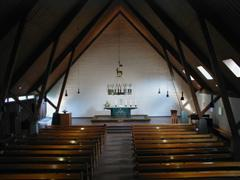
Innenansicht der Apostelkirche in Bocholt

Die Evangelische Apostelkirche in Bocholt gehört zum zweiten Pfarrbezirk der Evangelischen Kirchengemeinde Bocholt. Die Kirchengemeinde umfasst 7650 Gemeindeglieder und ist eine Kirchengemeinde im westlichen Münsterland. Die Evangelische Kirchengemeinde Bocholt gehört zur Evangelischen Kirche von Westfalen. Die Kirchengemeinde gehört zum Kirchenkreis Steinfurt-Coesfeld-Borken.
Das Gemeindezentrum der Apostelkirche bildet auf einer Fläche von 8948 Quadratmetern mit der Apostelkirche im Osten, dem Pfarrhaus im Süden, dem Kindergarten mit Spielplatz im Westen und dem Gemeindesaal mit Tagesstätte im Norden ein in sich abgerundetes Zentrum. Von den Gebäuden umrandet befindet sich im Zentrum des Geländes die Gemeindewiese. Hinter der Apostelkirche erstreckt sich im Osten das Gebäude der alten evangelischen Volksschule, der damaligen „Melanchthonschule“. Seit 2008 wird dieses Gebäude als ein Zweig der Biemenhorster Schule, einer katholischen Grundschule, genutzt.

## Geschichte
Der Bau der Apostelkirche war eine Folge des Ausgangs des Zweiten Weltkrieges. Die Bevölkerung deutscher Abstammung aus dem osteuropäischen Raum wurde aus ihrer Heimat vertrieben.
Die Stadt Bocholt, zum Ende des Krieges fast völlig zerstört, musste ebenfalls zu ihrem Teil die Vertriebenen und Flüchtlinge aufnehmen. Der Anteil der evangelischen Bevölkerung wuchs. Gab es in Bocholt 1939 mit dem Gemeindeteil Rhede rund 2300 evangelische Gemeindemitglieder, so war der Anteil im Jahre 1963 auf 7700 Gemeindemitglieder angewachsen. Schon im Jahre 1951 wurde es notwendig, eine zweite Pfarrstelle einzurichten. Unter dem Zustrom immer neuer Menschen dehnte sich das Siedlungsgebiet ständig aus und machte auch an den (alten) Stadtgrenzen Bocholts keinen Halt. In den zur Kirchengemeinde gehörenden Teilen des Amtes Liedern-Werth, den Ortschaften Biemenhorst, Mussum, Teilen von Lankern und Lowick wurde ebenfalls viel gebaut. Im Sommer 1958 konnte mit dem Bau des Pfarrhauses an der Elbestraße begonnen werden, nachdem man vom Bocholter Bauverein das Gelände Gemarkung Bocholt, Flur 53, Grundstück Nr. 147 in der Größe von 8948 Quadratmetern erworben hatte. Der Auftrag für den Bau des kirchlichen Gemeindezentrums wurde als Ergebnis eines im Jahre 1960 von der Stadt Bocholt und der Kirchengemeinde ausgeschriebenen Architekturwettbewerbs erteilt. Es ging um die Errichtung eines Zentrums Kirche und Schule. Am 12. Juli 1960 entschied ein Preisgericht aus Vertretern der Kirche, der Stadt und einigen Fachleuten über die eingereichten Entwürfe. Den ersten Preis erhielt einstimmig die Architektengemeinschaft Hübotter – Ledeboer – Busch (Peter Hübotter, Bert Ledeboer und Egon Busch) in Hannover, den zweiten Preis erhielt Peter Poelzig in Duisburg.
Die Kirche und die nach den Plänen von Poelzig gleichzeitig im Bau befindliche evangelische Volksschule sollten das kulturelle Zentrum des Stadtteiles um den Rosenberg bilden. Turm und Kirchenschiff mit ihren steilen Kupferdächern gaben den baulichen Mittelpunkt.
Am 20. Oktober 1961 beschloss das Presbyterium, die zweite evangelische Kirche in Bocholt am Rosenberg nach den Plänen der Architektengemeinschaft Hübotter – Ledeboer – Busch bauen zu lassen.
Am 12. Januar 1962 begann die erste Tätigkeit auf dem Baugelände. Am 22. Juni fand unter großer Anteilnahme der Bevölkerung die feierliche Grundsteinlegung für die Kirche und die Schule statt durch den Superintendenten Brune aus Emsdetten.
Die Evangelische Apostelkirche wurde am 8. Dezember 1963 in Bocholt durch Militärbischof Hermann Kunst geweiht. Sie bildete damit die zweite Kirche innerhalb der Kirchengemeinde neben der Christuskirche an der Münsterstraße.
Kirche und Turm wurden im ersten Bauabschnitt (1963–1964) vollendet. Der Gemeindesaal (1969), der Kindergarten (1966) und Wohnungen für Gemeindeschwester und Kindergärtnerinnen (1966) wurden in den Folgejahren errichtet.
Im Jahre 2003/2004 wurde das Flachdach auf den Gebäuden des Gemeindezentrums durch ein flaches Walmdach mit nur 14 Grad Neigung ersetzt.
Am 18. Januar 2007 beschädigte der Orkan Kyrill die Kirchturmspitze der Apostelkirche. Das Kugelkreuz drohte herunter zu fallen und Teile des Kupferbleches hatten sich am Kirchturm gelöst. So wurde im Sommer 2007 die Kupferverkleidung des Kirchturmdaches zum Teil erneuert. Dabei ließ man auch das Kugelkreuz zur Reparatur herab. Die Kugel des Kreuzes wurde zu diesem Anlass geöffnet. In der Kugel befand sich ein Neues Testament, das Pfarrer Meier bei der Einweihung des Turmes in die Kugel gelegt hatte. Die Kugel des Kreuzes bekam zu diesem Anlass eine neue Goldverzierung. Das Neue Testament wurde gesichtet und befindet sich seitdem wieder in der Kugel des Kreuzes an der Spitze des Kirchturms.

## Architektur
Das Kirchenschiff steht frei, nur der flache Anbau an der Nordseite, in dem die Nebenräume untergebracht sind, ist mit dem Turm und auch mit dem Gemeindehaus durch offene überdachte Gänge verbunden. In seiner Architektur soll die Kirche an eine westmünsterländische Bauernscheune beziehungsweise an den Stall zu Bethlehem erinnern.
Von der niedrigen Vorhalle im Anbau betritt man die Kirche und erlebt so die räumliche Steigerung zu dem hohen, doch bergenden Kirchenschiff. Im Zusammenklang strahlen die Schalung aus Fichtenholz unter dem Dach zusammen mit dem weißen Mauerwerk und dem Fußboden aus roten Ziegelplatten in ihrer Einfachheit Ruhe aus.
Zur Grundidee des Kirchenraums heißt es: „Der durch die Mittelachse bestimmte Kirchenraum zeigt eine Fülle von feinen Asymmetrien und eine durch die Schrägen der Dachbalken jede Starrheit vermeidende Haltung. Die vier Hauptstücke, der Altar, der Taufstein, der Radleuchter (Jerusalem-Leuchter) und die Orgel sind auf die Mittelachse ausgerichtet.“
Beim Betreten der Kirche wird man unmittelbar an dem Taufbecken vorbeigeführt. Es steht auf der Westseite unter der Orgel- und Chorempore, die den Taufbezirk überdacht und einen gesonderten Raum innerhalb des Kirchenschiffes bildet. Das Tauffenster im Westgiebel mit der Darstellung der Jona-Erzählung gibt diesem Raum eigenes Licht und Gepräge. Beim Einzug in die Kirche wie beim Auszug wird an dieser Stelle zum Taufgedächtnis aufgefordert.
Das von oben durch das Dach einfallende Licht, die zwölf farbigen Fenster in der Südwand und das schmale Lichtband auf der Nordseite führen den Besucher zum Altar. Er steht erhöht vor dem Ostgiebel des Kirchenschiffs. Den Altarraum krönt ein Bild des himmlischen Jerusalem in Form eines mit Kerzen und Edelsteinen geschmückten Leuchters.
Konstruktion und Baustoffe sind so ausgewählt, dass sie dem Entwurfsgedanken entgegenkommen. Das große Holzdach der Kirche wird allein von den Bindern getragen. Das Fichtenholz der Binder, Emporenstützen und Schalungen ist unbehandelt. Es hat im Laufe der Zeit die schöne Färbung alten Holzes bekommen. Die den Raum auf drei Seiten umschließenden massiven Wände bestehen aus Kalksandsteinmauerwerk. Die vierte Wand wird durch die Holzwand des Kirchenanbaus gebildet, der in Fachwerkkonstruktion errichtet ist. Die hier verwendete Außenschalung besteht aus sehr widerstandsfähigem sägerauem Lärchenholz.

## Technische Daten
Das Kirchenschiff mit einer Länge von 28 Meter und einer Breite von 14,75 Meter nimmt in festen Kniebankreihen 260 Besucher auf. Auf den Bänken an den Seitenwänden finden noch etwa 50 Personen Platz; zusätzlich können etwa 200 Stühle aufgestellt werden.
Der Raum misst bis zur Höhe des Firstes 11 Meter. Er hat einen Inhalt von etwa 2900 Kubikmetern. Verhältnismäßig klein ist die Fläche der belichtenden Fenster mit etwa 14,5 Quadratmeter (oder 3,5 Prozent der Grundfläche des Raumes). Hierzu zählen die Dachgauben auf der Südseite und das Lichtband über dem Anbau, während das Tauffenster, die farbigen Betonglasfenster und die Altarfenster von liturgischer Bedeutung sind. Die Kirche wird durch Warmluft geheizt, und zwar über ein Warmwasserregister, das von der zentralen Heizungsanlage im Gemeindehaus versorgt wird. Die Orgel wurde erbaut von Gustav Steinmann aus Vlotho.
Die Bauführung lag in den Händen von Paul Merkel, Bocholt, und Imke Jansen, Bocholt. Den Jerusalemsleuchter, das Tauffenster und die zwölf Betonglasfenster entwarf Franz Rickert aus München. Das Kruzifix und die Apostelleuchter auf dem Altar sowie die Reliefs an der Kirchenaußentür fertigte Arnold Rickert aus Bielefeld an. Er entwarf auch den Altar und die Taufe. Sein Sohn, der Tischlermeister Dietrich Rickert aus Bielefeld, baute Kanzel und Lesepult und entwarf das Gestühl. Die Heizungsanlage wurde von Fritz Heitmüller aus Hannover ausgearbeitet, die statische Berechnung lieferte Frederick Schroeder aus Hannover. Für die Planung aller gärtnerischen Anlagen wurde von Kirchengemeinde und Stadt Wilhelm Hübotter aus Hannover beauftragt.

## Kunstgegenstände

### Kirchentür
Die Tür zeigt zwei bildliche Bronzereliefs, die beide eine Berufungsszene darstellen. Die erste Darstellung ist die Berufung des Mose am Berg Horeb, wo ihm aus dem brennenden Busch die Stimme Gottes zuteilwird, die ihn anweist, das Volk Gottes aus dem Land Ägypten zu führen. Die andere Darstellung ist die Fußwaschung der Jünger durch Jesus. In ihr beruft Jesus seine Jünger zum Dienst in der Nächstenliebe. Beide Berufungen gelten beim Betreten der Kirche als Vorbilder: Die Berufung zur Sammlung und die Berufung zum Dienst der brüderlichen Liebe am Nächsten.

### Taufstein
Der Taufstein ist rund und aus Basaltlava gefertigt. Auf dem kupfernen Grund der großen Taufschale sieht man das Bild des heiligen Geistes, die Taube in silbriger Verzinnung.

### Tauffenster

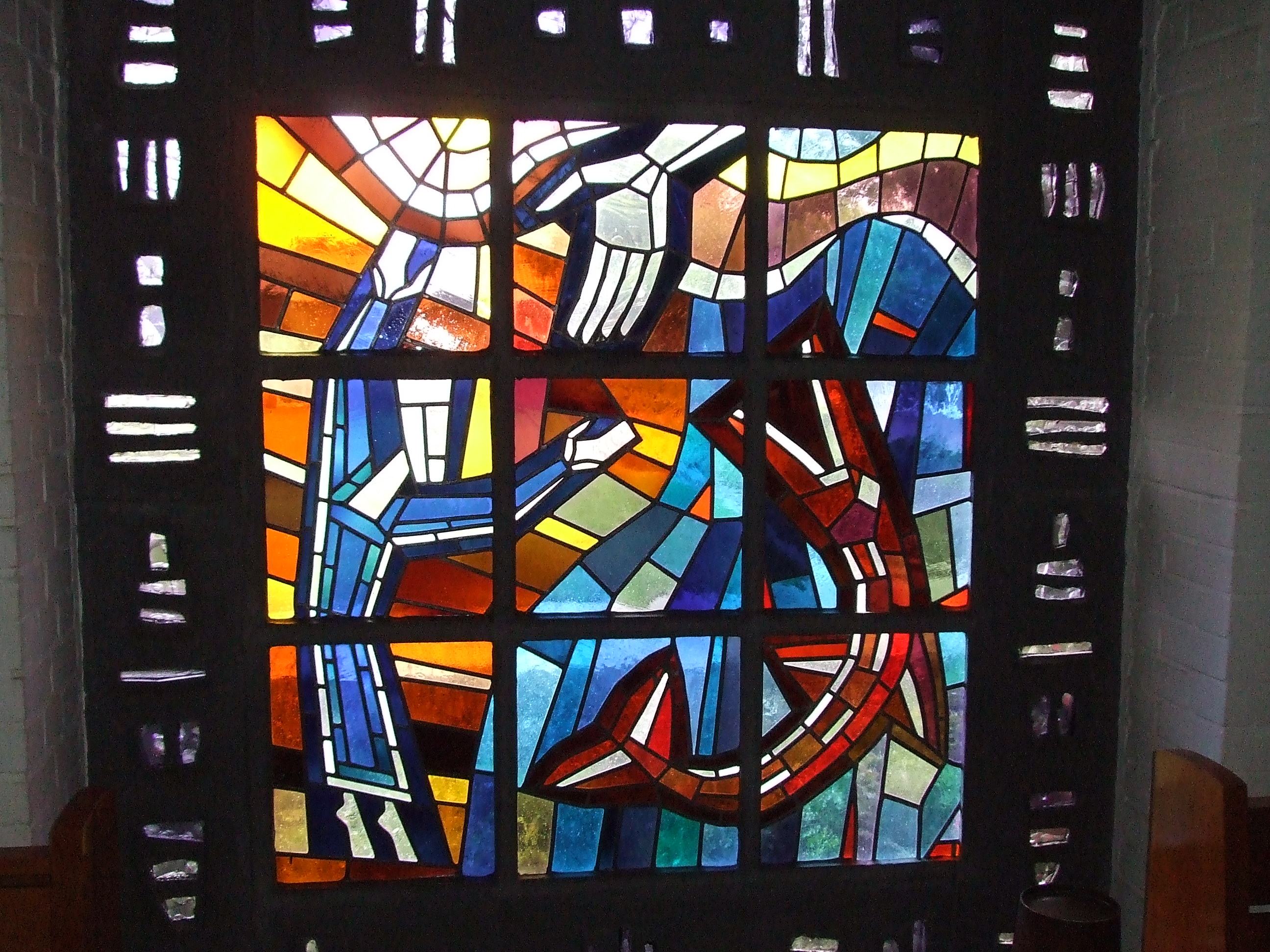
Tauffenster in der Apostelkirche zu Bocholt

Jona und der Walfisch. Franz Rickert, 1962 Fenster am Taufstein, Betonglas/Antikglas/Blei
Der Bildinhalt dieses Fensters steht in Beziehung zum Sakrament der Taufe, der Darstellung liegen die Bibelstellen Jona 2,1.2.11 und Jona 3,1+2 zugrunde: „Aber der Herr verschaffte einen großen Fisch Jona zu verschlingen. Und Jona war im Leib des Fisches drei Tage und drei Nächte. Und Jona betete zu dem Herrn, seinem Gott, im Leibe des Fisches. Und der Herr sprach zum Fische, und derselbe spie Jona aus ans Land. Und es geschah das Wort des Herrn zum andern Mal zu Jona und sprach: Mache dich auf, gehe in die große Stadt Ninive und predige ihr die Predigt, die ich dir sage.“
Die fast quadratische Fläche des Fensters ist durch eine Rahmenkonstruktion in ein tektonisches Maßwerk gegliedert, das die Bildfläche in neun annähernd gleich große Felder teilt, und in das sich die Bildkomposition einordnet. Das eigentliche Bildfenster ist umgeben von einem Rahmen aus Betonplatten, in denen rhythmisch geordnet graue und bräunliche Gläser eingelassen sind. In der Mitte des Bildes oben ist die Rechte des Herrn in der leuchtenden himmlischen Wolke dargestellt, auf der rechten Bildseite das Wasser in blauen und türkisfarbenen Tönen mit kleinen Reflexen der himmlischen Wolke in Rot und Orange. Im Wasser steht der sich aufbäumende braunrote Fisch. In der linken Bildseite ist das Land in rotbraunen und gelblichen Tönen dargestellt, auf dem Land steht Jona in blauem Gewand, in seiner Haltung dem Herrn zugewendet.

### Tauf- und Osterleuchter
1968 schenkte Bischof Hermann Kunst der Apostelkirche den Osterleuchter. Am Fuße des Leuchters befinden sich drei biblische Darstellungen, die von der Macht des Bösen in der Welt berichten und mahnen:

a) Kain und Abel – der Brudermord

b) Der Mord an den „unschuldigen Kindern“ in Bethlehem – ein Mord aus politischen Gründen um des Machterhalts willen

c) Der Mord an Stephanus – die Steinigung eines Christuszeugen.

„Ganz unten“ sind die drei bösen Taten, am Fuße des Leuchters und sind so Ausdruck des erlösungsbedürftigen Menschen. Über ihnen steht in lateinischer Sprache der Vers aus Psalm 104,30 als Bitte um Erlösung: „Sende aus deinen heiligen Geist, o Herr, so werden sie geschaffen, und du erneuerst das Antlitz der Erde!“ „Ganz oben“ am Leuchter, unterhalb der Tropfschale, sind drei Figurengruppen aus der Auferstehungsgeschichte des Johannes zu sehen:

a) Der auferstandene Christus erscheint der Maria Magdalena, zu der er sagt: „Noli me tangere“.

b) Der Auferstandene bläst den Jünger an mit dem Heiligen Geist, dem Pfand des Friedens und sendet ihn in die Welt.

c) Christus und Thomas, die Heilung des Zweifelnden, dem im Gegensatz zu Maria angeboten wird, den Auferstandenen zu berühren. Die Berührung wird freilich nicht gezeigt, sondern allein die demutsvole Gebärde des Glaubenden: „Mein Herr und mein Gott.“

So stehen drei siegreiche Zeugnisse der Begegnung mit dem Auferstandenen als Trost und Hilfe für alle Menschen in Trauer und Bedrängnis der Welt. „Christus ist das Licht der Welt!“ – dies symbolisiert die Kerze auf dem Tauf- und Osterleuchter.

### Zwölf kleine Fenster in der Südwand
In dieser Fensterreihe kommt einerseits eine sich zum Altar hin steigernde Farbigkeit und andererseits die tektonische Struktur der Betonteilungen zum Ausdruck. Dieser komponierten Steigerung vom dunklen Violett über verschiedene Blau und Rot zu Orange und weiter zum strahlenden Gelb und Rot liegen aus 1. Korinther 15, die Verse 21 und 22 sowie 51 und 52 zugrunde. Die ersten beiden Fenster von Westen aus sind in tiefem Violett gehalten. Das Blau erinnert an das Blau im Tauffenster. Es Symbolisiert „Fluten des Verderbens, der Gottesferne“. Das dritte und vierte Fenster leuchtet in wenigen rötlichen Gläsern der Hoffnung. Das fünfte Fenster hat das erste Rot und bildet die Mitte der Kirche. Die weiteren Fenster deuten mit der Farbe Orange eine weitere Steigerung an. Im neunten Fenster ist die Farbe Gelb. Die Fenster in der Nähe des Altars, das elfte und zwölfte Fenster, bieten rote und gelbe Töne mit immer weniger Blau – eine helle und strahlende Farbigkeit, die das Geschehen am Altar deuten.

### Altar

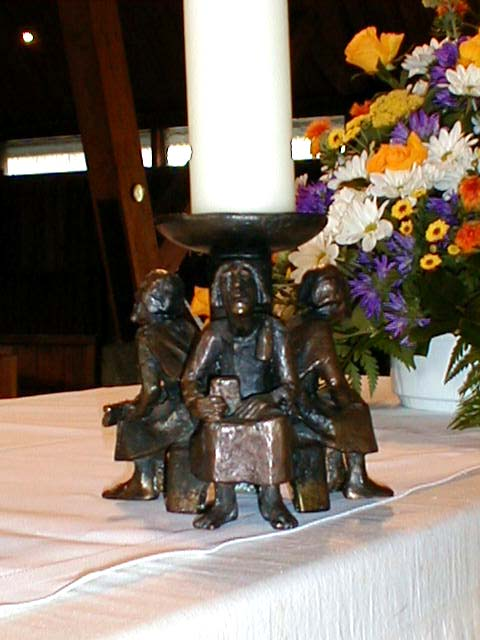
Altarleuchter

In Anlehnung an die Sitte der altchristlichen Kirche ist der Altar als ein Tisch aus Stein gebildet. Er besteht aus rheinischer Basaltlava. Auf zwei Stützen ist die Platte aufgebaut.

### Kruzifix und Leuchter
Die vier Leuchter auf dem Altar sind so gestaltet, dass die zwölf Apostel je zu dritt an einem Leuchter bildlich dargestellt sind. Jede der Figuren ist mit einem sogenannten Attribut, einen für sie typischen Gegenstand ausgestattet. So hält zum Beispiel der Apostel Simon Petrus einen Schlüssel in der Hand. Mit den Leuchtern auf dem Altar neben dem Kreuz sollte „das vom Kreuz ausgehende Apostolat“ betont werden, gemäß 1. Korinther 11,26 und Matthäus 5,14.

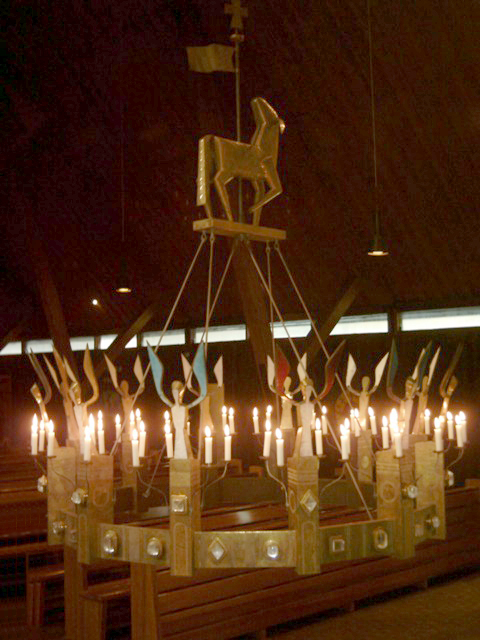
Jerusalemleuchter

### Deckenleuchter(Jerusalemleuchter)
Der Konzeption und dem Aufbau des im Raum vor dem Altar schwebenden Bildes der heiligen Stadt, des neuen Jerusalem, liegen aus dem 21. Kapitel der Offenbarung des Johannes die Verse 2, 11, 12, 13 und 23 zugrunde: „Und ich, Johannes, sah die heilige Stadt, das neue Jerusalem, von Gott aus dem Himmel herabfahren, bereitet als eine geschmückte Braut ihrem Mann. Die hatte die Herrlichkeit Gottes, und ihr Licht war gleich dem alleredelsten Stein, einem hellen Jaspis, klar wie Kristall. Und hatte eine große und hohe Mauer und hatte zwölf Tore und auf den Toren zwölf Engel… Von Morgen drei Tore, von Mitternacht drei Tore, von Mittag drei Tore, von Abend drei Tore. Und die Stadt bedarf keiner Sonne, noch des Mondes, dass sie ihr scheinen, denn die Herrlichkeit Gottes erleuchtet sie, und ihre Leuchte ist das Lamm.“ Die heilige Stadt ist dargestellt in der schwebenden goldenen Mauerkrone. Die Stadtmauer bildet ein Zwölfeck, in jede der zwölf Ecken ist ein viereckiger Torturm eingefügt.
Auf den goldenen Wänden der Mauern und Türme sind leuchtende Bergkristalle in verschiedenen Schliffen gefasst. Den Schmuck des Bildes der heiligen Stadt bilden Kerzen, deren Halter jeweils an den Ecken der zwölf Tortürme angebracht sind. Auf den zwölf Türmen stehen die goldenen und farbig emaillierten Figuren der zwölf Engel, die Frontflächen sind weiß emailliert, durch das weiße Email schimmert grüngolden die Zeichnung der Figur. Die Engelfiguren sind etwa 48 Zentimeter hoch und 22 Zentimeter breit. Die Flügel der Engelfiguren sind in starken Farben, rot, blau, violett, gelb und orange emailliert.
In der Mitte über dem Bild der heiligen Stadt steht das Lamm mit Kreuzstab und Fahne, es leuchtet im Schein der Kerzen. Der Jerusalemleuchter beherrscht den ganzen Kirchenraum als Sinnbild der Erwartung und der Hoffnung auf die Wiederkunft Jesu Christi.
Der Leuchter besitzt einen Durchmesser von 1,75 Meter und eine Höhe von 2,70 Meter. Er wiegt etwa 165 Kilogramm.

### Krippenfiguren
Die Apostelkirche verfügt für die Weihnachtszeit über Krippenfiguren der Firma „GG. Lang SEL. Erben“ aus Oberammergau. Die Größe der handgeschnitzten Holzfiguren beträgt bei den dargestellten Personen etwa 50 Zentimeter. Im Jahre 1963 wurde die Heilige Familie (Maria, Josef, Jesuskind) durch eine Spende erworben und erstmals zu Weihnachten 1963 ausgestellt. Andere Figuren wurden nach und nach angeschafft. Im Jahr 1985 wurde die Krippendarstellung durch zwei Hirten, drei Könige, einen Pagen, einen Jungen und ein Mädchen ergänzt. Im Jahre 2012 wurden die Figuren restauriert.

## Orgel
Die Orgel wurde 1967 von der Orgelbaufirma Gustav Steinmann aus Vlotho gebaut. Sie besitzt 24 Register auf zwei Manualen und Pedal. Die Orgeleinweihung fand am 10. September 1967 statt. Die Pfeifen bestehen größtenteils aus einer 70-prozentigen Zinnlegierung. Die Untertasten der Manualklaviatur sind aus Ebenholz gefertigt. Die Obertasten und die Beschriftungen der Registerzüge sind aus Elfenbein. Im Jahre 2014 wurde das Instrument von der Firma Fleiter überarbeitet und nachintoniert, ohne jedoch die Disposition oder die neobarocke Intonation grundlegend zu verändern. Die Disposition (entworfen von Arno Schönstedt und Gustav Steinmann) lautet:
| I Hauptwerk C–g3 |       |
| Prinzipal        | 8′    |
| Rohrflöte        | 8′    |
| Oktave           | 4′    |
| Gemshorn         | 4′    |
| Oktave           | 2′    |
| Mixtur IV–VI     | 1 ⁄3′ |
| Trompete         | 8′    |

| II Oberwerk C–g3 |       |
| Quintade         | 8′    |
| Gedackt          | 8′    |
| Prinzipal        | 4′    |
| Rohrflöte        | 4′    |
| Waldflöte        | 2′    |
| Nasat            | 1 ⁄3′ |
| Scharff IV       |       |
| Dulzian          | 16′   |
| Vox Humana       | 8′    |
| Tremulant        |       |

| Pedal C–f1       |     |
| Subbaß           | 16′ |
| Prinzipal        | 8′  |
| Pommer           | 8′  |
| Oktave           | 4′  |
| Nachthorn        | 2′  |
| Rauschpfeife III |     |
| Fagott           | 16′ |
| Clarine          | 4′  |

- Koppeln: II/I, I/P, II/P
- Traktur: Schleifladen, vollmechanisch

## Glockenturm
Der Glockenturm der Apostelkirche mit seiner Gesamthöhe von 42,5 Meter wurde am 13. September 1964 eingeweiht. Er umfasst neben fünf übereinander liegenden Gemeinderäumen fünf Bronze-Glocken. Diese Glocken stammen von der Firma Rincker nach dem Entwurf des Glockensachverständigen Rolf Schönstedt. Die Stahlkonstruktion für den Turm baute die Gute Hoffnungs Hütte in Oberhausen. Jede Glocke hat ihren eigenen Namen und jede Glocke ziert ein biblischer Vers. Um die Beziehung zur ersten evangelischen Kirche, der Christuskirche, herzustellen, tragen die Glocken die Namen und die Sprüche der Evangelisten und des Apostels Paulus, die auf der Kanzel in der Christuskirche in Bocholt zu sehen sind.
- Namen der Glocken und eingravierter Bibelvers:

1. Glocke: Paulus, Schlagton (g1), Gewicht 697 kg, Durchmesser 1,070 m, Inschrift: Epheser 6,17: „Nehmet das Schwert des Geistes, welches ist das Wort Gottes.“
2. Glocke: Matthäus, Schlagton (b1), Gewicht 426 kg, Durchmesser 0,894 m, Inschrift: Matthäus 1,21: „Er wird sein Volk selig machen von ihren Sünden.“
3. Glocke: Markus, Schlagton (c2), Gewicht 330 kg, Durchmesser 0,811 m, Inschrift: Markus 16,16: „Wer glaubt und getauft wird, der wird selig werden.“
4. Glocke: Lukas, Schlagton (d2), Gewicht 229 kg, Durchmesser 0,722 m, Inschrift: Lukas 2,4: „Ehre sei Gott in der Höhe und Frieden auf Erden.“
5. Glocke: Johannes, Schlagton (es2), Gewicht 171 kg, Durchmesser 0,670 m, Inschrift: Johannes 1,14: „Das Wort ward Fleisch und wohnte unter uns.“

Auf der Turmspitze ist ein Vierlingstürmchen, das von allen vier Himmelsrichtungen als Kreuz zu sehen ist. Das Kreuz ruht auf einer vergoldeten Kugel, das Symbol für die Erdkugel. Das Kreuz auf der Kugel soll erinnern an den Bibelvers aus Johannes 3,16: „Denn also hat Gott die Welt geliebt, dass er seinen eingeborenen Sohn gab, damit alle, die an ihn glauben, nicht verloren werden, sondern das ewige Leben haben.“

## Eckdaten des Gemeindezentrums Apostelkirche
- 1957 Bau des Pfarrhauses auf dem Gelände des Gemeindezentrums Apostelkirche (Fertigstellung: Februar 1957)
- 1963 Melanchthonschule (Einweihung: 22. Dezember 1963)
- 1963 Einweihung der Apostelkirche (Einweihung 8. Dezember)
- 1964 Bau des Turm-Jugendheims (Einweihung: 13. September 1964)
- 1966 Bau des Friedrich-Fröbel-Kindergartens auf dem Gelände des Gemeindezentrums Apostelkirche (Einweihung: 1. und 24. Oktober 1966)
- 1969 Bau des Gemeindehauses als Teil des Gemeindezentrums Apostelkirche (Einweihung: 2. November 1969)
- 1976 Bau der Altentagesstätte als Teil des Gemeindezentrums Apostelkirche (Einweihung: 14. November 1976)
- 1978 Anbau des Gymnastikraumes an den Friedrich-Fröbel-Kindergarten (Einweihung: 2. März 1978)
- 1986 Bau der Küstergarage neben dem Spielplatz (Fertigstellung: 16. November 1986)
- 1999 Völlige Neugestaltung des Kindergartens mit Einbauten nach einem Konzept von Prof. Mahlke aus Würzburg.
- 1999 Beginn der Arbeit des Kindergartens mit unter 3-jährigen Kindern
- 2003 Das Gemeindezentrums erhält anstelle eines Flachdaches ein Walmdach
- 2006 Umfassende Neugestaltung des Kindergarten-Spielplatzes
- 2008 Der Friedrich-Fröbel-Kindergarten wird als Familienzentrum NRW anerkannt
- 2009 Umbau des Eingangsbereichs des Gemeindehauses mit baulicher Verbindung der Gebäudeteile Tagesstätte und Gemeindesaal
- 2011 Installation einer Photovoltaikanlage auf dem Dach des Gemeindehauses mit 104 Modulen und einer Leistung von 24,4 kWp
- 2011 Der Friedrich-Fröbel-Kindergarten wird zum Kneipp-Kindergarten zertifiziert
- 2013 Erweiterung der Nutzfläche des Familienzentrums durch Nutzungsänderung einer Wohnung auf insgesamt 436,34 m².
- 2018 Der Friedrich-Fröbel-Kindergarten wird mit dem Beta-Gütesiegel zertifiziert.

## Die Apostelkirche heute

### Gemeindeleben
Gottesdienste werden sonntags um 11 Uhr gefeiert. Am zweiten und dritten Sonntag des Monats wird im Gottesdienst das Heilige Abendmahl gefeiert. Am vierten und fünften Sonntag im Monat besteht die Möglichkeit eines Taufgottesdienstes. Der vierte Sonntag wird als Familiengottesdienst gestaltet. Parallel zu den Gottesdiensten finden Kindergottesdienste in den Räumen des angrenzenden Familienzentrums Friedrich-Fröbel statt. Am 6. November 2012 wurde für die Kinder- und Jugendarbeit eine Gruppe des EC (Entschieden für Christus) gegründet. Seitdem findet die Kinder- und Jugendarbeit in Kooperation mit dem rheinisch-westfälischen EC-Landesverband statt.

### Familienzentrum / Kindergarten Friedrich-Fröbel
Im Jahre 2000 wurde der Kindergarten für die sogenannte U3-Betreuung, die Arbeit mit Kindern unter drei Jahren umgestaltet. Seitdem werden Kinder im Alter von 4 Monaten bis 6 Jahren in dieser Einrichtung betreut. Im Jahre 2008 wurde der Kindergarten zum Familienzentrum NRW anerkannt. Ein Schwerpunkt der Arbeit ist die Gesundheitserziehung nach den Prinzipien von Sebastian Kneipp. Im Jahre 2011 wurde die Einrichtung als Kneipp-Kindergarten zertifiziert. 2013 Umbau und Erweiterung der Fläche des Familienzentrums um 47,67 Quadratmeter im Rahmen des Umbauprogramms zur Förderung der Betreuung von Kindern unter 3 Jahren.

## Pfarrer an der Apostelkirche
- 1963–1989: Pfarrer Hans Christoph Meier
- 1989–1997: Pfarrer Christoph Bevers
- 1997–heute: Pfarrer Christian Wahl